# Thomisus obtusesetulosus
Thomisus obtusesetulosus es una especie de araña cangrejo del género Thomisus, familia Thomisidae. Fue descrita científicamente por Roewer en 1961.

## Distribución
Esta especie se encuentra en Senegal.